# Pierre Dubreuil (artiste)
Pour les articles homonymes, voir Pierre Dubreuil et Dubreuil.
Pierre Dubreuil, né à Quimper (Finistère) le 8 septembre 1891, mort à Paris le 17 février 1970, est un peintre et graveur français dont l’œuvre est située à la frontière entre le figuratif et l'abstraction. 

## Biographie
Pierre Dubreuil perd son père à un an ; sa mère quitte le Finistère et se rapproche de sa famille du Morbihan où il « passera toute son enfance et son adolescence. Il fait ses études au lycée de Vannes et bachelier à seize ans, il commence à peindre et dessiner puis quitte la Bretagne pour Paris en 1907, où il s'installe dans le quartier de Montparnasse ».  
Quittant après un trimestre l'École des Beaux-Arts et conseillé par Per Krogh, Dubreuil entre en 1909 à l'atelier d'Henri Matisse qui lui fait connaître les fauves et les cubistes, et où il étudie la peinture et la sculpture : « peinture et dessin le matin, modelage l'après-midi, il est assidu à l'atelier jusqu'à sa dissolution au printemps 1912 ». À cette date, il est mobilisé jusqu'en juillet 1919. Entretemps, il épouse Elvire Ventri d'origine italienne, en 1913. 
À Montparnasse, il fréquente divers ateliers et académies où il rencontre Marcel Gromaire, Jules Pascin ou encore Per Krohg, qui deviendront ses amis. S'ensuit une période féconde, où il réalise principalement des natures mortes, et ponctuée d'importants achats de la galerie Barbazanges-Hodebert. Les années 1920 sont une période prolifique : il peint Paris, la Bretagne, des portraits. Démobilisé, il peut exposer à partir de 1921 aux Salon des Indépendants, au Salon d'Automne dont il devient sociétaire la même année ; il expose aussi aux Tuileries, à la galerie Georges Petit, chez Berthe Weill. « Il participe à plusieurs expositions collectives, notamment au Japon où le musée de Tokyo acquiert un de ses portraits. Il s'initie également à la gravure qui prendra, par le biais des illustrations, une place décisive dans son œuvre ». 
On lui doit la décoration murale de l'École de Navigation de Paimpol ; il travaille sur ce projet avec Jean Émile Laboureur et Jean Frélaut. On cite encore de ce moderne si libre d'aucune tyrannie moderniste : « Concert champêtre », « Repos de Moissonneurs ». Il fait partie de la trentaine d'artistes de Montparnasse « qui ont peint les colonnes de la Brasserie La Coupole pour son inauguration en 1927, avec Auguste Clergé, David Seifert, Jules-Émile Zingg... »
Il présente deux peintures au Salon des indépendants de 1927 et, en 1929, au Salon des Tuileries, un Nu et Le Train de ceinture.
« En 1930, il collabore avec son ami Gino Severini à l'illustration d'une édition espagnole du Cimetière marin de Paul Valéry. »
Graveur, sociétaire des Peintres-Graveurs Indépendants et des Peintres-Graveurs français en 1935, il se consacre à la gravure tout en continuant d'exposer ses peintures au Salon des Tuileries, chez Eugène Druet ou encore dans la revue Temps présent. Il a exécuté nombre de planches recherchées des amateurs et beaucoup travaillé pour l'illustration d'ouvrages parmi lesquels : 
- La Chaumière indienne de Bernardin de Saint-Pierre - Henri Babou, Paris 1930
- La Double Maîtresse, de Henri de Régnier aux éditions du Trianon, 1930
- Fébronie de Marcel Prévost - Le Livre de demain, Fayard, Paris 1941[7].
- Nichina d’Hugues Rebell
- Sonnets pour Marie de Pierre de Ronsard[3].

En 1939, il réalise pour l'État des cartons de tapisserie pour les Gobelins, intitulés Les Quatre parties du Monde mais la Seconde Guerre mondiale l'empêche d'achever ce projet. « Entre 1940 et 1942, il effectue un séjour à Aubusson où il réalise, à la demande de la direction des Beaux-Arts, des cartons dans le but du renouveau de la Tapisserie, en compagnie de ses amis Jean Lurçat et Marcel Gromaire. En 1945, de retour à Paris, après un séjour à Grenoble, il est élu vice-président des Peintres-Graveurs français. Il illustre de nombreux ouvrages. »
Premier petit-fils de Pierre Dubreuil et fils de Carmen et Maurice André (lui-même gendre de Dubreuil) et s'initient à la tapisserie à Aubusson et futur maître de la tapisserie contemporaine (médaille d'or à l'exposition internationale de Bruxelles en 1950 commande d'état pour le pavillon français).[pas clair][réf. nécessaire]
« Dans les années 50, il expose à la galerie Maurice André, à la galerie Charpentier, aux Peintres-Graveurs et au Salon d'Automne dont il est élu membre du Comité en 1953. En 1958, il est élu à l'unanimité Président des Peintres-Graveurs français. »
« Jusqu'à sa mort en 1970, il partage sa vie entre son atelier de la villa Brune à Paris et sa maison du Golfe du Morbihan. Il expose chaque année avec les Peintres-Graveurs à la Bibliothèque nationale ainsi qu'au Salon d'Automne et poursuit également ses activités de conseiller artistique de la Chalcographie du Louvre,. »

## Œuvre
« L’œuvre de Pierre Dubreuil compte 900 à 1 000 toiles, plus de 600 gravures (cuivre, bois, quelques lithographies), de nombreux dessins et aquarelles, quelques pastels, 20 cartons de tapisserie, une dizaine de statuettes. De nombreux tableaux acquis par l’État figurent dans divers musées de Paris ou de province. D’autres ont été acquis par le Musée d’Art moderne de la Ville de Paris, par le Musée de la Légion d’Honneur, ainsi que par les Musées de Tokyo, d’Alger, de La Haye, de Göteborg, de Genève, de Caracas, d’Amsterdam. Des tapisseries figurent également dans les musées de France et de l’étranger, ainsi que dans les collections du Mobilier national. Des gravures ont été acquises par la Chalcographie du Louvre, Bibliothèque nationale, ainsi que par des musées de Province. »
- Pierre Dubreuil : L'église de l'Île d'Arz[9].

## Citation
« Libre à moi de choisir entre les éléments qui me sont offerts, ceux qui, étant à la base de ma sensation, me paraissent seuls nécessaires. Je n'ai d'autre but que de faire participer le spectateur aux émotions humaines que je puis éprouver devant un visage d'enfant, un beau corps féminin ou l'un des spectacles que nous offre la vie »

— Pierre Dubreuil.